# Elias Parish Alvars
Elias Parish Alvars (ur. 28 lutego 1808 w Teignmouth, zm. 25 stycznia 1849 w Wiedniu) – angielski kompozytor i harfista.

## Życiorys
Studiował u François-Josepha Diziego i Nicolasa-Charlesa Bochsy. W wieku 15 lat odbył tournée koncertowe po Niemczech. Następnie uczył się u Théodore’a Labarre’a w Londynie. Około 1834 roku osiadł na stałe w Wiedniu, gdzie od 1836 roku grał w orkiestrze opery wiedeńskiej. W latach 1838–1842 odbył podróż po krajach Dalekiego Wschodu. Koncertował we Włoszech i Niemczech (1842), w Czechach (1843) i Anglii (1842, 1844, 1846). W 1847 roku otrzymał posadę muzyka kameralnego dworu cesarskiego w Wiedniu.

## Twórczość
Wysoko ceniony jako wirtuoz harfy przez Berlioza, Mendelssohna i Liszta. W swojej grze wykorzystywał najnowsze możliwości instrumentu, łącząc biegłość rąk z użyciem pedałów. Wprowadzał glissanda akordowe i podwójne, efekty enharmoniczne i skordaturę. W 1842 roku we współpracy z Pierre’em Érardem zbudował dwustopniową harfę tzw. gotycką.
Skomponował około 80 utworów na harfę solo, ponadto 2 koncerty na harfę, Concertino g-moll na 2 harfy, duety na harfę i fortepian, symfonię, 2 koncerty fortepianowe, fantazję Sounds of Ossian oraz operę.